# Hydrocolus rupinus
Hydrocolus rupinus är en skalbaggsart som beskrevs av Roughley och Larson in Larson, Alarie 2000. Hydrocolus rupinus ingår i släktet Hydrocolus och familjen dykare. Inga underarter finns listade i Catalogue of Life.